# Bolgheri (DOC)
Le Bolgheri, qui tire son nom du village italien de Bolgheri, est un vin protégé par une Denominazione di origine controllata depuis 1994. Avant la création de cette DOC, ce « Super Toscan » était commercialisé soit en tant que vin de table soit avec une Indicazione Geografica Tipica Toscane.

## Histoire
Dans les années 1940, le marquis Mario Incisa della Rocchetta, éleveur de chevaux et grand amateur de vins français, avait importé du cabernet sauvignon et du cabernet franc provenant du vignoble de Château Lafite, propriété de son ami Élie de Rothschild. Il les utilisa dans sa propriété de San Guido, dans la Maremme. Deux ans plus tard, il vinifiait son premier Sassicaia. Ce vin fut d'abord produit pour un usage familial. Privilégiant de petits rendements, le marquis prouva que la qualité l'emportait toujours sur la quantité. Il commercialisa son premier millésime en 1968.

## Situation géographique

### Géologie
Ce terroir viticole, bien que peu étendu, possède une grande diversité. Il présente des sols alluviaux, d'origine fluviale, recouverts de galets roulés, jouxtant des roches volcaniques provenant des collines métallifères sur sa partie orientale, ce qui mêle des dépôts argileux, argilo-sableux, sablo-argileux, limoneux et sableux aux roches volcaniques.

### Orographie
Coteaux et collines, formés d'alluvions anciennes, sont structurés en terrasses, ce qui permet aux sols de conserver de l'humidité en profondeur et à la vigne de ne pas subir le stress des périodes sèches. La zone intermédiaire, qui produit le Sassicaia, est un conglomérat caillouteux englué dans une argile où domine l'oxyde de fer. La zone maritime, qui jouxte à l'ouest la mer se situe au bas des dépôts fluviatiles.

### Climat
Le climat méditerranéen est sous forte influence maritime. Celle-ci reste un des facteurs clés pour ce vignoble où sont présents des cépages d'origine bordelaise. La brise venant de la mer et la température plus fraîche au cours de l'été permettent une lente maturation des raisins ainsi qu'un équilibre entre les sucres et l'acidité. Les pluies, environ 600 mm/an, sont plus abondantes pendant la période végétative et peu fréquentes lors de la maturation du raisin. La température moyenne est d'environ 14 °C, avec 18,6 °C d'avril à septembre, de 7,5 °C de décembre à janvier pour culminer à 24 °C en août.

## Vignoble
Le vignoble situé au nord de la province de Livourne dans la commune de Castagneto Carducci qui inclut Bolgheri, s'étend parallèlement aux plages de la Maremme. 

### Présentation
La première vigne en Sassicaia a été plantée en 1944 à Castiglioncello di Bolgheri, orientée vers l'orient, à 400 mètres au-dessus du niveau de la mer. Les meilleurs vignobles sont situés dans le piémont et la plaine dans la partie méridionale entre Bolgheri et Castagneto. Le microclimat de Bolgheri est marqué par une réverbération du soleil sur la mer. Les caractéristiques du sol et le microclimat, permettent à ce terroir viticole d'accueillir des cépages bordelais comme le cabernet franc, cabernet sauvignon, merlot et petit verdot.

### Encépagement
Les cépages les plus plantés sont ceux retenus pour le premier Sassicaia. Pour les rouges et rosés, ce sont le cabernet sauvignon, le cabernet franc et le merlot. D'autres sont très qualitatifs comme la syrah et le petit verdot, le sangiovese, variété locale, reste présent. Pour les vins blancs, vient en tête le vermentino, puis le sauvignon blanc et le viognier.
Le bolgheri rouge ou rosé peut contenir jusqu'à 100 % de cabernet franc, de cabernet sauvignon ou de merlot, seuls ou en assemblage, avec jusqu'à 50 % de sangiovese et / ou de syrah. D'autres cépages rouges autorisés dans la région ne peuvent intervenir que jusqu'à 30 %. Les vins issus d'autres cépages ou d'assemblage non conformes sont classés IGT,. Pour le vin blanc, le cépage le plus souvent utilisé est le vermentino, qui peut représenter jusqu'à 70 % du vin. Le sauvignon blanc et le trebbiano peuvent contribuer jusqu'à 40 %, et les autres cépages autorisés dans la région ne doivent pas dépasser les 30 %. Il existe également des Bolgheri Sauvignon et des Bolgheri Vermentino distincts qui doivent contenir au minimum 85 % du cépage phare,.
Pour les rosés Vin Santo et Occhio di Pernice, le sangiovese et la malvoisie noire sont utilisés entre 50 et 70 %, les autres variétés locales sont plafonnées à 30 %. La sous-zone Sassicaia doit comprendre un assemblage de 85 % en cabernet sauvignon et de 15 % en cabernet franc.

### Méthodes culturales et réglementaires

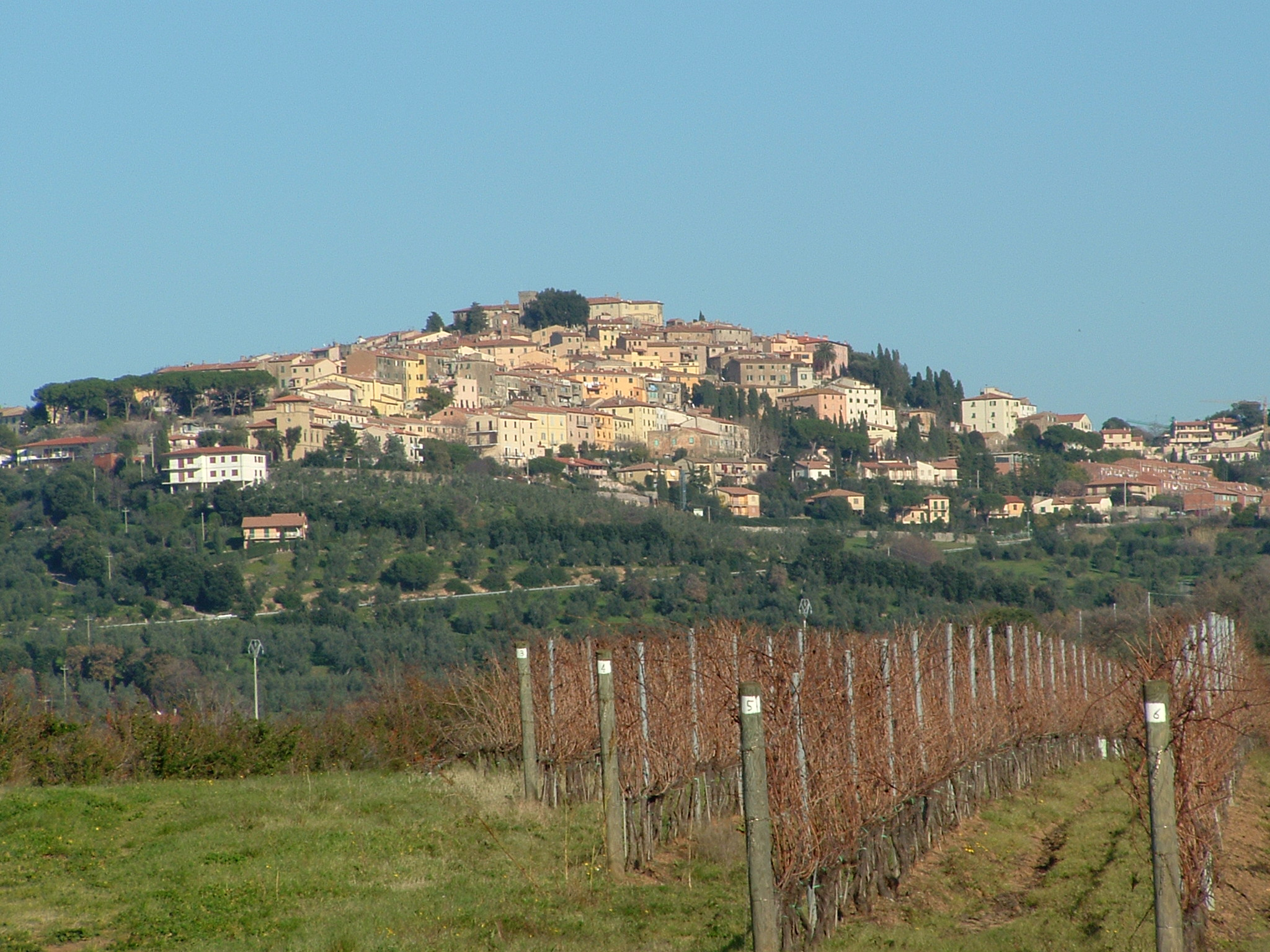
Vignoble conduit en hautain au pied de Castagneto Carducci

La densité de plantation du vignoble est variable. Les vignes les plus âgées ont été plantées entre 5 500 et 6 000 pieds à l'hectare. Certains nouveaux vignobles atteignent 10 000 pieds/hectare mais la moyenne se situe à une densité de 7 000 pieds/hectare.
Le système de taille le plus utilisé est le cordon simple, suivi de la taille Guyot. La tradition reste vivace et certaines vignes sont toujours conduites en hautain.

### Type de vins et gastronomie

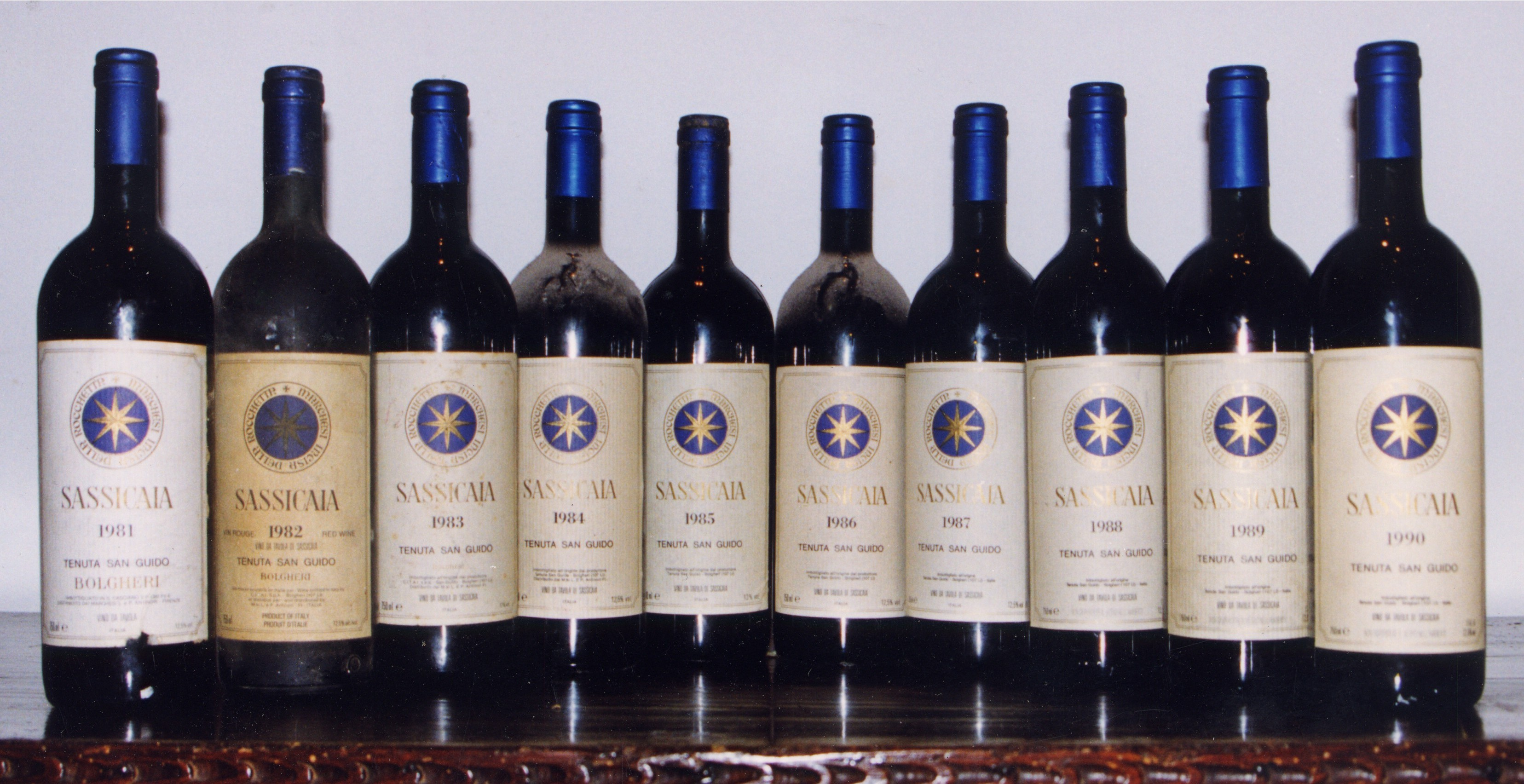
Gamme millésimées du Sassicaia

Les différents vins se déclinent en bolgheri rouge, bolgheri rouge supérieur, sassicaia, bolgheri sauvignon, bolgheri vermentino, bolgheri blanc, bolgheri rosé, bolgheri Vin Santo et Occhio di Pernice. Traditionnellement, les vins rouges sont conseillés sur les viandes saignantes, les gibiers, les fromages et les mets mijotés. Les rosés et les blancs accompagnent les fruits de mer, les poissons d'eau douce et de mer, les pâtes en sauce ou les viandes blanches.

### Commercialisation
Avant d'être mis en marché, les bolgheris rouges doivent être âgés de deux ans. Les rosés Vin Santo, Occhio di Pernice et Sangiovese ne sont commercialisés qu'au bout de trois ans. Le bolgheri sassicaia, qui doit passer en DOCG, doit vieilir en cave au moins 26 mois.